# Serie B de 2021-22 (basquetebol masculino)
A Temporada 2021-22 da Serie B, também conhecida como Serie B Old Wild West por razões de patrocinadores, é a 47ª edição da competição de terciária do basquetebol masculino da Itália segundo sua piramide estrutural. É organizada pela Lega Pallacanestro sob as normas da FIBA e é dividida em quatro grupos.

## Formato
A competição é disputada por 64 equipes divididas em quatro torneios distintos de temporada regular, grupos A, B, C e D, onde as equipes se enfrentam com jogos sendo mandante e visitante, determinando ao término desta as colocações do primeiro ao último colocados. Prevê-se a promoção à Serie A2 aos três melhores classificados no Final Four.

## Temporada Regular

### Tabela de Classificação

#### Grupo A
| Pos. | Clube                           | Pts. | J  | V  | D  | PF   | PC   | Dif. | Classificação       |
| ---- | ------------------------------- | ---- | -- | -- | -- | ---- | ---- | ---- | ------------------- |
| 1    | Elachem Vigevano                | 30   | 17 | 15 | 2  | 1275 | 1079 | 196  | Playoffs            |
| 2    | La Patrie San Miniato           | 28   | 18 | 14 | 4  | 1310 | 1204 | 106  | Playoffs            |
| 3    | Paffoni Fulgor Omegna           | 24   | 17 | 12 | 5  | 1303 | 1296 | 7    | Playoffs            |
| 4    | 3G Electronics Legnano          | 24   | 18 | 12 | 6  | 1360 | 1242 | 118  | Playoffs            |
| 5    | S.Bernardo-Abet Langhe Roero    | 22   | 18 | 11 | 7  | 1290 | 1368 | -78  | Playoffs            |
| 6    | All Food-Enic Firenze           | 18   | 16 | 9  | 7  | 1167 | 1114 | 53   | Playoffs            |
| 7    | Riso Scotti Pavia               | 18   | 17 | 9  | 8  | 1307 | 1258 | 49   | Playoffs            |
| 8    | Unicusano Pielle Livorno        | 18   | 18 | 9  | 9  | 1312 | 1242 | 70   | Playoffs            |
| 9    | Coelsanus Robur et Fides Varese | 16   | 17 | 8  | 9  | 1217 | 1293 | -76  |                     |
| 10   | Maurelli Group Libertas Livorno | 16   | 18 | 8  | 10 | 1268 | 1281 | -13  |                     |
| 11   | Solbat Piombino                 | 14   | 17 | 7  | 10 | 1218 | 1256 | -38  |                     |
| 12   | Sintecnica Cecina               | 12   | 17 | 6  | 11 | 1221 | 1301 | -80  | Disputarão Playouts |
| 13   | LTC Group Sangiorgese Basket    | 12   | 18 | 6  | 12 | 1247 | 1230 | 17   | Disputarão Playouts |
| 14   | Mamy.eu Oleggio                 | 12   | 18 | 6  | 12 | 1235 | 1318 | -83  | Disputarão Playouts |
| 15   | Use Computer Gross Empoli       | 10   | 18 | 5  | 13 | 1242 | 1312 | -70  | Disputarão Playouts |
| 16   | Cipir College Borgomanero       | 6    | 18 | 3  | 15 | 1319 | 1497 | -178 | Rebaixado à Serie C |

|  |                                         |
|  | Classificados aos playoffs              |
|  | Classificados para disputar permanência |
|  | Rebaixados diretamente para a Serie C   |

#### Grupo B
| Pos. | Clube                          | Pts. | J  | V  | D  | PF   | PC   | Dif. | Classificação       |
| ---- | ------------------------------ | ---- | -- | -- | -- | ---- | ---- | ---- | ------------------- |
| 1    | Gesteco Cividale               | 32   | 17 | 16 | 1  | 1340 | 1158 | 182  | Playoffs            |
| 2    | Ferraroni JuVi Cremona         | 30   | 18 | 15 | 3  | 1310 | 1130 | 180  | Playoffs            |
| 3    | Gemini Mestre                  | 24   | 16 | 12 | 4  | 1261 | 1157 | 104  | Playoffs            |
| 4    | Rucker Belcorvo San Vendemiano | 24   | 16 | 12 | 4  | 1162 | 1056 | 106  | Playoffs            |
| 5    | Rimadesio Desio                | 20   | 18 | 10 | 8  | 1355 | 1320 | 35   | Playoffs            |
| 6    | Pall. Fiorenzuola 1972         | 20   | 18 | 10 | 8  | 1441 | 1389 | 52   | Playoffs            |
| 7    | WithU Bergamo                  | 18   | 16 | 9  | 7  | 1256 | 1229 | 27   | Playoffs            |
| 8    | Civitus Allianz Vicenza        | 18   | 18 | 9  | 9  | 1310 | 1372 | -62  | Playoffs            |
| 9    | Antenore Energia Virtus Padova | 16   | 18 | 8  | 10 | 1326 | 1344 | -18  |                     |
| 10   | Pontoni Monfalcone             | 14   | 17 | 7  | 10 | 1195 | 1205 | -10  |                     |
| 11   | Pallacanestro Crema            | 12   | 18 | 6  | 12 | 1265 | 1332 | -67  |                     |
| 12   | Secis Jesolo                   | 10   | 17 | 5  | 12 | 1063 | 1179 | -116 | Disputarão Playouts |
| 13   | LuxArm Lumezzane               | 10   | 17 | 5  | 12 | 1169 | 1221 | -52  | Disputarão Playouts |
| 14   | Agostani Caffè Olginate        | 10   | 17 | 5  | 12 | 1171 | 1276 | -105 | Disputarão Playouts |
| 15   | Bologna Basket 2016            | 10   | 18 | 5  | 13 | 1310 | 1454 | -144 | Disputarão Playouts |
| 16   | Lissone Interni Bernareggio    | 8    | 17 | 4  | 13 | 1262 | 1374 | -112 | Rebaixado à Serie C |

|  |                                         |
|  | Classificados aos playoffs              |
|  | Classificados para disputar permanência |
|  | Rebaixados diretamente para a Serie C   |

#### Grupo C
| Pos. | Clube                           | Pts. | J  | V  | D  | PF   | PC   | Dif. | Classificação       |
| ---- | ------------------------------- | ---- | -- | -- | -- | ---- | ---- | ---- | ------------------- |
| 1    | Liofilchem Roseto               | 32   | 18 | 16 | 2  | 1459 | 1200 | 259  | Playoffs            |
| 2    | Kienergia Rieti                 | 28   | 18 | 14 | 4  | 1280 | 1169 | 111  | Playoffs            |
| 3    | RivieraBanca Basket Rimini      | 26   | 16 | 13 | 3  | 1252 | 1086 | 166  | Playoffs            |
| 4    | Luciana Mosconi Ancona          | 22   | 17 | 11 | 6  | 1221 | 1108 | 113  | Playoffs            |
| 5    | Real Sebastiani Rieti           | 22   | 18 | 11 | 7  | 1291 | 1198 | 93   | Playoffs            |
| 6    | Goldengas Senigallia            | 22   | 18 | 11 | 7  | 1252 | 1222 | 30   | Playoffs            |
| 7    | Sinermatic Ozzano               | 22   | 18 | 11 | 7  | 1411 | 1349 | 62   | Playoffs            |
| 8    | Andrea Costa Imola Basket       | 22   | 18 | 11 | 7  | 1301 | 1280 | 21   | Playoffs            |
| 9    | Tigers Cesena                   | 16   | 17 | 8  | 9  | 1227 | 1216 | 11   |                     |
| 10   | Rennova Teramo                  | 16   | 18 | 8  | 10 | 1152 | 1201 | -49  |                     |
| 11   | General Contractor Jesi         | 13   | 18 | 7  | 11 | 1252 | 1342 | -90  |                     |
| 12   | Raggisolaris Faenza             | 12   | 15 | 6  | 9  | 1067 | 1065 | 2    | Disputarão Playouts |
| 13   | SSD LUISS Roma                  | 12   | 18 | 6  | 12 | 1184 | 1308 | -124 | Disputarão Playouts |
| 14   | Giulia Basket Giulianova        | 6    | 18 | 3  | 15 | 1207 | 1368 | -161 | Disputarão Playouts |
| 15   | Virtus Basket Civitanova Marche | 4    | 17 | 2  | 15 | 938  | 1184 | -246 | Disputarão Playouts |
| 16   | Sutor Montegranaro              | 4    | 18 | 2  | 16 | 1084 | 1282 | -198 |                     |

|  |                                         |
|  | Classificados aos playoffs              |
|  | Classificados para disputar permanência |
|  | Rebaixados diretamente para a Serie C   |

#### Grupo D
| Pos. | Clube                               | Pts. | J  | V  | D  | PF   | PC   | Dif. | Classificação       |
| ---- | ----------------------------------- | ---- | -- | -- | -- | ---- | ---- | ---- | ------------------- |
| 1    | Moncada Energy Agrigento            | 32   | 18 | 16 | 2  | 1399 | 1167 | 232  | Playoffs            |
| 2    | Lions Basket Bisceglie              | 28   | 18 | 14 | 4  | 1359 | 1228 | 131  | Playoffs            |
| 3    | Tecnoswitch Ruvo di Puglia          | 24   | 18 | 12 | 6  | 1437 | 1315 | 122  | Playoffs            |
| 4    | Virtus Arechi Salerno               | 24   | 18 | 12 | 6  | 1374 | 1254 | 120  | Playoffs            |
| 5    | Geko PSA Sant’Antimo                | 20   | 17 | 10 | 7  | 1239 | 1189 | 50   | Playoffs            |
| 6    | Virtus Kleb Ragusa                  | 20   | 17 | 10 | 7  | 1317 | 1298 | 19   | Playoffs            |
| 7    | Fidelia Torrenova                   | 20   | 17 | 10 | 7  | 1221 | 1199 | 22   | Playoffs            |
| 8    | CJ Basket Taranto                   | 20   | 18 | 10 | 8  | 1363 | 1358 | 5    | Playoffs            |
| 9    | Pallacanestro Viola Reggio Calabria | 18   | 18 | 9  | 9  | 1314 | 1299 | 15   |                     |
| 10   | Forio Basket 1977                   | 16   | 18 | 8  | 10 | 1334 | 1357 | -23  |                     |
| 11   | Bava Pozzuoli                       | 14   | 18 | 7  | 11 | 1302 | 1371 | -69  |                     |
| 12   | Pavimaro Molfetta                   | 14   | 18 | 7  | 11 | 1352 | 1407 | -55  | Disputarão Playouts |
| 13   | Lapietra Monopoli                   | 12   | 16 | 6  | 10 | 1153 | 1183 | -30  | Disputarão Playouts |
| 14   | Del.Fes Avellino                    | 10   | 17 | 5  | 12 | 1138 | 1230 | -92  | Disputarão Playouts |
| 15   | BPC Virtus Cassino                  | 8    | 18 | 4  | 14 | 1285 | 1379 | -94  | Disputarão Playouts |
| 16   | Meta Formia                         | 2    | 18 | 1  | 17 | 1108 | 1461 | -353 | Rebaixado à Serie C |

|  |                                         |
|  | Classificados aos playoffs              |
|  | Classificados para disputar permanência |
|  | Rebaixados diretamente para a Serie C   |

## Playoffs

### Playoff A

#### Quartas de final
| Time 1 | Série | Time 2 | 1º Jogo | 2º Jogo | 3º Jogo | 4º Jogo | 5º Jogo |
| ------ | ----- | ------ | ------- | ------- | ------- | ------- | ------- |
|        | -     |        |         |         |         |         |         |
|        | -     |        |         |         |         |         |         |
|        | -     |        |         |         |         |         |         |
|        | -     |        |         |         |         |         |         |

#### Semifinal
| Time 1 | Série | Time 2 | 1º Jogo | 2º Jogo | 3º Jogo | 4º Jogo | 5º Jogo |
| ------ | ----- | ------ | ------- | ------- | ------- | ------- | ------- |
|        | -     |        |         |         |         |         |         |
|        | -     |        |         |         |         |         |         |

#### Final
| Time 1 | Série | Time 2 | 1º Jogo | 2º Jogo | 3º Jogo | 4º Jogo | 5º Jogo |
| ------ | ----- | ------ | ------- | ------- | ------- | ------- | ------- |
|        | -     |        |         |         |         |         |         |

### Playoff B

#### Quartas de final
| Time 1 | Série | Time 2 | 1º Jogo | 2º Jogo | 3º Jogo | 4º Jogo | 5º Jogo |
| ------ | ----- | ------ | ------- | ------- | ------- | ------- | ------- |
|        | -     |        |         |         |         |         |         |
|        | -     |        |         |         |         |         |         |
|        | -     |        |         |         |         |         |         |
|        | -     |        |         |         |         |         |         |

#### Semifinal
| Time 1 | Série | Time 2 | 1º Jogo | 2º Jogo | 3º Jogo | 4º Jogo | 5º Jogo |
| ------ | ----- | ------ | ------- | ------- | ------- | ------- | ------- |
|        | -     |        |         |         |         |         |         |
|        | -     |        |         |         |         |         |         |

#### Final
| Time 1 | Série | Time 2 | 1º Jogo | 2º Jogo | 3º Jogo | 4º Jogo | 5º Jogo |
| ------ | ----- | ------ | ------- | ------- | ------- | ------- | ------- |
|        | -     |        |         |         |         |         |         |

### Playoff C

#### Quartas de final
| Time 1 | Série | Time 2 | 1º Jogo | 2º Jogo | 3º Jogo | 4º Jogo | 5º Jogo |
| ------ | ----- | ------ | ------- | ------- | ------- | ------- | ------- |
|        | -     |        |         |         |         |         |         |
|        | -     |        |         |         |         |         |         |
|        | -     |        |         |         |         |         |         |
|        | -     |        |         |         |         |         |         |

#### Semifinal
| Time 1 | Série | Time 2 | 1º Jogo | 2º Jogo | 3º Jogo | 4º Jogo | 5º Jogo |
| ------ | ----- | ------ | ------- | ------- | ------- | ------- | ------- |
|        | -     |        |         |         |         |         |         |
|        | -     |        |         |         |         |         |         |

#### Final
| Time 1 | Série | Time 2 | 1º Jogo | 2º Jogo | 3º Jogo | 4º Jogo | 5º Jogo |
| ------ | ----- | ------ | ------- | ------- | ------- | ------- | ------- |
|        | -     |        |         |         |         |         |         |

### Playoff D

#### Quartas de final
| Time 1 | Série | Time 2 | 1º Jogo | 2º Jogo | 3º Jogo | 4º Jogo | 5º Jogo |
| ------ | ----- | ------ | ------- | ------- | ------- | ------- | ------- |
|        | -     |        |         |         |         |         |         |
|        | -     |        |         |         |         |         |         |
|        | -     |        |         |         |         |         |         |
|        | -     |        |         |         |         |         |         |

#### Semifinal
| Time 1 | Série | Time 2 | 1º Jogo | 2º Jogo | 3º Jogo | 4º Jogo | 5º Jogo |
| ------ | ----- | ------ | ------- | ------- | ------- | ------- | ------- |
|        | -     |        |         |         |         |         |         |
|        | -     |        |         |         |         |         |         |

#### Final
| Time 1 | Série | Time 2 | 1º Jogo | 2º Jogo | 3º Jogo | 4º Jogo | 5º Jogo |
| ------ | ----- | ------ | ------- | ------- | ------- | ------- | ------- |
|        | -     |        |         |         |         |         |         |

## Final Four
A última fase classificatória da Serie B que credencia três equipes para a Serie A2 sendo que os dois vencedores da primeira rodada juntamente com o vencedor entre os derrotados nesta primeira etapa, são promovidos para a dita divisão.
| Time 1 | Placar | Time 2 |
| ------ | ------ | ------ |
|        | -      |        |
|        | -      |        |
|        |        |        |
|        | -      |        |

## Playouts
Participam desta repescagem, os 12º e 15º colocados em cada grupo que se cruzam (12ºx15º e 13ºx14º) em "melhor-de-cinco" sendo que os dois perdedores  desta semifinal são rebaixados para a Serie C, enquanto que os vencedores disputam outro quadrangular para definir mais rebaixados.

### Playout A
| Time 1 | Série | Time 2 | 1º Jogo | 2º Jogo | 3º Jogo | 4º Jogo | 5º Jogo |
| ------ | ----- | ------ | ------- | ------- | ------- | ------- | ------- |
|        | -     |        |         |         |         |         |         |
|        | -     |        |         |         |         |         |         |

| Time 1 | Série | Time 2 | 1º Jogo | 2º Jogo | 3º Jogo | 4º Jogo | 5º Jogo |
| ------ | ----- | ------ | ------- | ------- | ------- | ------- | ------- |
|        | -     |        |         |         |         |         |         |

### Playout B
| Time 1 | Série | Time 2 | 1º Jogo | 2º Jogo | 3º Jogo | 4º Jogo | 5º Jogo |
| ------ | ----- | ------ | ------- | ------- | ------- | ------- | ------- |
|        | -     |        |         |         |         |         |         |
|        | -     |        |         |         |         |         |         |

| Time 1 | Série | Time 2 | 1º Jogo | 2º Jogo | 3º Jogo | 4º Jogo | 5º Jogo |
| ------ | ----- | ------ | ------- | ------- | ------- | ------- | ------- |
|        | -     |        |         |         |         |         |         |

### Playout C
| Time 1 | Série | Time 2 | 1º Jogo | 2º Jogo | 3º Jogo | 4º Jogo | 5º Jogo |
| ------ | ----- | ------ | ------- | ------- | ------- | ------- | ------- |
|        | -     |        |         |         |         |         |         |
|        | -     |        |         |         |         |         |         |

| Time 1 | Série | Time 2 | 1º Jogo | 2º Jogo | 3º Jogo | 4º Jogo | 5º Jogo |
| ------ | ----- | ------ | ------- | ------- | ------- | ------- | ------- |
|        | -     |        |         |         |         |         |         |

### Playout D
| Time 1 | Série | Time 2 | 1º Jogo | 2º Jogo | 3º Jogo | 4º Jogo | 5º Jogo |
| ------ | ----- | ------ | ------- | ------- | ------- | ------- | ------- |
|        | -     |        |         |         |         |         |         |
|        | -     |        |         |         |         |         |         |

| Time 1 | Série | Time 2 | 1º Jogo | 2º Jogo | 3º Jogo | 4º Jogo | 5º Jogo |
| ------ | ----- | ------ | ------- | ------- | ------- | ------- | ------- |
|        | -     |        |         |         |         |         |         |

### Playout 2º Turno
| Time 1 | Placar | Time 2 |
| ------ | ------ | ------ |
|        | -      |        |
|        | -      |        |
|        |        |        |
|        | -      |        |

## Artigos relacionados
- Serie A
- Serie A2
- Seleção Italiana de Basquetebol